# Fiodor Dumski
Fiodor Anatoliewicz Dumski, ros. Федор Анатольевич Думский (ur. 25 grudnia 1881, zm. w październiku 1944 w okupowanej Jugosławii) – rosyjski wojskowy (pułkownik), emigracyjny działacz wojskowy, adiutant dowódcy 1 batalionu 3 pułku Rosyjskiego Korpusu Ochronnego podczas II wojny światowej.
Służył w stopniu porucznika w 3 batalionie saperów. W 1912 r. awansował do stopnia sztabskapitana. W 1914 r. ukończył 2 klasy nikołajewskiej akademii wojskowej. Brał udział w I wojnie światowej w szeregach 18 batalionu saperów. W 1915 r. został odkomenderowany do sztabu generalnego rosyjskiej armii. Od 14 lipca 1916 r. był starszym adiutantem w sztabie 68 dywizji piechoty. W 1918 r. wstąpił do ukraińskiej armii hetmańskiej. Został zastępcą naczelnika oddziału dyslokacji głównego zarządu sztabu generalnego. W sierpniu 1918 r. awansował na wojskowego starszynę. 22 stycznia 1919 r. wstąpił do wojsk białych gen. Antona I. Denikina. Objął funkcję sztabsoficera do specjalnych poruczeń w sztabie II Korpusu Kubańskiego. Od 12 października 1919 r. był szefem sztabu mieszanej gwardyjskiej dywizji piechoty. Doszedł do stopnia pułkownika. W poł. listopada 1920 r. wraz z resztkami wojsk białych ewakuował się z Krymu do Gallipoli, gdzie służył w sztabie 1 dywizji piechoty. Na emigracji zamieszkał w Królestwie SHS. Od 1938 r. prowadził wyższe wojenno-naukowe kursy w Białej Cerkwi. Po zajęciu Jugosławii przez wojska niemieckie w kwietniu 1941 r., wstąpił do nowo formowanego Rosyjskiego Korpusu Ochronnego. Został w stopniu pułkownika adiutantem dowódcy 1 batalionu 3 pułku. W październiku 1944 r. został zabity przez czetników za odmowę oddania broni.